# Burnji Školj
Burnji Školj (Gornji Školj) je nenaseljeni otočić u dnu uvale Telaščica na Dugom otoku, u Parku prirode Telašćica.
Površina otoka je 84.437 m2, duljina obalne crte 1067 m, a visina 65 metara.